# Jiří Vodák
Jiří Vodák (* 3. července 1949, Gottwaldov) je bývalý český hokejový útočník.

## Hokejová kariéra
V československé lize hrál za TJ Gottwaldov a během vojenské služby za Dukla Jihlava. S Duklou Jihlava získal dva mistrovské tituly. Odehrál 14 ligových sezón. S reprezentací Československa získal zlatou medaili za 1. místo na Mistrovství Evropy juniorů v ledním hokeji 1968. Za Gottwaldov odehrál celkem 890 utkání včetně přátelských a dal 412 gólů.

## Klubové statistiky
| Sezona    | Klub          | Soutěž  | Základní část | Základní část | Základní část | Základní část | Základní část |
| Sezona    | Klub          | Soutěž  | Z             | G             | A             | B             | TM            |
| --------- | ------------- | ------- | ------------- | ------------- | ------------- | ------------- | ------------- |
| 1966/1967 | TJ Gottwaldov | 1. liga | 1             | 0             | 0             | 0             | 0             |
| 1967/1968 | TJ Gottwaldov | 1. liga | 23            | 5             | 4             | 9             | -             |
| 1968/1969 | Dukla Jihlava | 1. liga | -             | -             | -             | -             | -             |
| 1969/1970 | Dukla Jihlava | 1. liga | -             | -             | -             | -             | -             |
| 1970/1971 | TJ Gottwaldov | 2. liga | -             | -             | -             | -             | -             |
| 1971/1972 | TJ Gottwaldov | 1. liga | 34            | 11            | 4             | 15            | -             |
| 1972/1973 | TJ Gottwaldov | 2. liga | -             | -             | -             | -             | -             |
| 1973/1974 | TJ Gottwaldov | 2. liga | -             | -             | -             | -             | -             |
| 1974/1975 | TJ Gottwaldov | 1. liga | 27            | 6             | 5             | 11            | -             |
| 1975/1976 | TJ Gottwaldov | 2. liga | -             | -             | -             | -             | -             |
| 1976/1977 | TJ Gottwaldov | 1. liga | 42            | 10            | 6             | 16            | -             |
| 1977/1978 | TJ Gottwaldov | 2. liga | -             | 28            | -             | -             | -             |
| 1978/1979 | TJ Gottwaldov | 1. liga | 44            | 16            | 8             | 24            | -             |
| 1979/1980 | TJ Gottwaldov | 2. liga | -             | 27            | -             | -             | -             |
| 1980/1981 | TJ Gottwaldov | 1. liga | 43            | 10            | 11            | 21            | 14            |
| 1981/1982 | TJ Gottwaldov | 1. liga | 39            | 10            | 10            | 20            | -             |
| 1982/1983 | TJ Gottwaldov | 1. liga | 37            | 10            | 8             | 18            | 22            |
| 1983/1984 | TJ Gottwaldov | 1. liga | 40            | 7             | 9             | 16            | 18            |
| 1984/1985 | TJ Gottwaldov | 1. liga | 39            | 7             | 5             | 12            | 18            |
| 1985/1986 | TJ Gottwaldov | 1. liga | 8             | 0             | 0             | 0             | -             |